# 핑크 택스
핑크 택스(영어: Pink Tax)는 여성을 대상으로 한 제품이 남성을 대상으로 한 제품보다 더 비싼 경향을 의미한다. 이러한 현상은 종종 성별에 따른 가격 차별에 기인하지만, 연구에 따르면 주요 원인은 여성이 더 높은 한계 비용을 가진 상품으로 분류하는 것으로 나타났다. 이 핑크 택스의 '핑크'는 영향을 받은 많은 제품들이 분홍색이라는 관찰에서 유래되었다.

## 배경
2015년 뉴욕시 소비자국의 여성 소비자 비용에 대한 연구에 따르면, 합리적인 이유 없이 여성 제품이 남성 제품보다 일반적으로 더 비싸다고 결론지었다. 연구 결과 여성 전용 제품이 남성 전용 제품보다 평균 7% 더 비싸다는 결론을 내렸다. 이러한 차이는 의류·장난감·헬스케어 제품 등에도 적용되었다. 장난감 부문에서는 여성용 장난감이 남성용 장난감보다 평균 7% 더 비쌌다. 연구 결과, 빨간색 스쿠터가 24.99달러인 라디오 플라이어 스쿠터와 색상을 제외한 모든 면에서 동일한 분홍색 스쿠터가 49달러인 것으로 나란히 비교되었다. 아동복에서는 여성용 의류가 남성용보다 4% 더 비쌌다. 여성 의류도 남성 의류보다 8% 더 비쌌다. 가장 큰 차이는 퍼스널 케어·위생 제품으로 나타났으며, 여성 제품이 남성 제품보다 13% 더 비쌌다.

## 핑크 택스의 세계적 추세
미국 이외 국가에서 핑크 택스 이론이 연구된 국가 중에는 아르헨티나· 프랑스·독일·영국·오스트레일리아·이탈리아 등지가 있다.
영국에서는 여성들이 남성들보다 장난감, 화장품, 의류에 평균 37% 더 많은 비용을 사용해야 했다. 또한 영국은 교복에 핑크 택스가 부과되고 있다. 여학생 교복은 남학생 교복보다 12% 더 비쌌다. 이는 이 문제를 겪어야 하는 초등학생과 중고등학생 모두에게 해당되었다. 싱가포르에서는 〈더 선데이 타임즈〉가 10개 기업을 대상으로 실시한 조사에 따르면, 이들 기업의 약 절반이 제공하는 드라이클리닝 및 면도기와 같은 일부 제품과 서비스에 대해 여성이 더 많은 비용을 지불하는 것으로 나타났다. 또한 싱가포르의 여성들은 정부가 도입한 국가 장기 요양 보험에 더 많은 보험료를 지불해야 한다.
대한민국에서는 서울특별시 지역 대학가 집세가 이화여자대학교 인근이거나 여성안심거리로 지정된 지역의 집세가 다른 대학가의 집세보다 상대적으로 비싸거나, 미용실에서 남성 커트 비용보다 여성 커트 비용이 1.82배 비싸다는 통계가 나오는 등의 현상으로 나타나고 있다.

## 발생의 기원
핑크 택스가 발생하는 이유에는 관세·제품 차별화 등 여러 가지가 있다. 이러한 차이의 원인으로는 수요의 가격 탄력성과 여성이 남성보다 더 높은 가격을 지불할 준비가 되어 있다는 믿음이 있다. 다른 연구에 따르면 마케팅은 여성이 윤리적 소비자로서 더 높은 가격을 지불하는 것을 노린 것이라고 한다.
각 성별을 위해 만들어진 특정 유형의 의류·신발·장갑은 미국에 처음 수입될 때 다양한 수준에서 관세가 부가된다. 남성 의류의 경우 몇몇 관세가 더 높은 반면, 여성 의류의 경우 다른 관세가 더 높은 편이었다.
워싱턴 포스트 보도에 따르면, 여성들은 외모를 관리하는 데 더 많은 돈을 쓸 가능성이 높다. 여성들은 외모를 관리하지 않을 경우, 경제적 손해의 위험이 있기 때문이다. 일부 연구에 따르면 매력 있는 사람들은 더 높은 급여를 받는 경향이 있거나, 학업 성적을 더 높게 받거나, 형량을 조금이라도 더 감경받거나, 고용이나 승진에서 이점을 차지하기 위한 목적이 있었다.
또 다른 이론은 제품 차별화가 남성용 제품과 여성용 제품 가격 차이의 일부를 설명할 수 있다고 주장한다. 라디오 플라이어 스쿠터와 같은 제품은 제품을 약간 변경하는 데 드는 비용 때문에 더 비쌀 수 있다. 예를 들어, 분홍색 스쿠터는 빨간색 스쿠터보다 분홍색 스쿠터를 칠하는 데 더 비싸기 때문에 빨간색 스쿠터보다 더 많은 비용이 들 수 있다. 이러한 생산 이유의 큰 차이는 빨간색 스쿠터가 생산량이 많고 분홍색 스쿠터가 소수이기 때문이라고 가정한다. 그러나 예를 들어 분홍색 페인트가 빨간색 페인트나 파란색 페인트보다 비싸서 성별에 따라 색상으로 구분된 품목에 차별화된 비용이 발생한다는 증거는 제시된 적이 없다. 핑크 세금은 헤어컷이나 드라이클리닝과 같은 서비스에서도 발생한다. 마찬가지로 드라이클리닝에서도 남성복은 더 균일한 경향이 있는 반면 여성복은 다양한 변형이 있어 청소가 더 어려울 수 있다고 주장하는 경우가 있다. 또한 일반적으로 남성복에 알맞게 설계된 프레스 기계는 여성복에 사용하기 어렵고, 이로 인해 드라이클리닝을 할 때 손으로 옷을 누르는 데 의존하게 된다고 주장한다.
핑크 택스에 반대하는 주장이 이를 문제라고 주장하는 이유는 상품과 서비스의 높은 가격이 상품 생산 비용 상승과 같은 근본적인 경제적 정당성이 없는 성별에서만 발생하기 때문이다. 여성용 면도기와 남성용 면도기는 본질적으로 동일하며, 이를 구분하는 것은 단순히 마케팅 전략일뿐이라는 지적이다. 제품을 구매하려는 욕구가 더 큰 소비자들은 종종 훨씬 더 많은 비용을 지불하여 가격 차별을 초래한다. 여성들은 탐폰과 생리대 시장에서 종종 이런 일을 겪으며 시장에서 소외된 집단을 형성한다.
중요한 원인 중 하나는 소비자 시장의 성별 세분화로, 제품이 남성 또는 여성을 대상으로 특정하게 마케팅을 진행한다. 이러한 세분화는 종종 특정 성별에 맞게 포장되고 브랜드화된다. 이러한 세분화를 통해 기업들은 여성성을 시장성 있는 속성으로 인식하여 여성을 대상으로 마케팅되는 제품에 대해 더 높은 가격을 부과하는 것을 정당화할 수 있다. 또한, 개인 관리와 위생에 관한 전통적인 성 역할과 기대가 핑크 택스에 영향을 끼치며, 여성들은 종종 외모 관리에 더 많은 투자를 할 것으로 예상된다. 이에 따라 가격 책정의 투명성 부족과 특정 제품에서의 제한된 경쟁도 기업들이 핑크 택스를 시행할 수 있게 된다. 전반적으로 핑크 택스는 소비자 시장의 성 불평등과 차별이라는 훨씬 더 큰 체계적 문제를 반영한다.

## 비판
핑크 택스에 대한 비판으로는 여성들이 마케팅에 너무 쉽게 세뇌되어 더 저렴하지만 "동일한" 남성 시장 대안을 선택하지 못하게 된다는 주장이 있다. 대신 이러한 지적을 하는 자들은 가격 차이를 시장 규모 탓으로 돌렸다. 그리고 여성들이 더 비싼 '분홍색 면도기'를 계속 구매한다면, 그것은 그들이 기꺼이 지불할 수 있는 유용성이나 추가적인 미적 감각을 보기 때문이라고 지적했다.
또한 가격의 상당한 차이는 다양한 제품의 시장성에 차이가 있음을 나타낼 수 있다. 비판적인 이론가들은 겉보기에는 동일한 제품과 서비스의 가격이 다를 수 있지만 감정적 경험과 지각된 가치는 다르다고 주장한다.

## 경제적 영향
여성계와 정계에서는 핑크색 택스의 경제적 영향이 여성들이 특히 성별임금격차와 연관되는 구매력이 적기 때문이라고 주장한다. 임금 격차와 연금 격차로 인해 이미 여성은 구매력 면에서 불리한 위치에 있다. 현재 미국에서 여성은 남성이 1달러를 벌 때마다 통계적으로 평균 89센트를 벌고 있으며, 이는 여성이 평균적으로 상품과 서비스에 지출할 수 있는 수입이 적다는 것을 의미한다. 이것만으로도 남성은 더 많은 돈을 벌고 궁극적으로 더 많은 구매력을 갖게 된다고 주장했다. 핑크 택스는 남성과 여성 사이의 경제적 불평등에 영향을 끼치며, 또한 여성에게 판매되는 상품과 서비스에 더 많은 돈을 지불하는 반면 여성은 남성보다 적은 수입을 올린다는 주장도 있다.
생리대 등 여성 필수 제품에 더 높은 가격을 책정함으로써 여성의 생활비가 남성에 비해 전반적으로 증가하게 된다. 이러한 추가적인 경제적 부담은 이미 여성이 남성보다 평균 약 20% 적은 소득을 얻고 있기 때문에 기존의 성 불평등을 악화시킨다. 게다가 핑크 택스는 많은 여성이 사회적·정서적·신체적 건강에 영향을 미칠 수 있는 기본적인 생리용품을 구입하기 어려워하는 '기간 빈곤' 현상에 기여한다. 연구에 따르면 핑크 택스로 인해 여성은 평생 동안 수천 달러를 더 지불할 수 있으며, 이는 성별 간 부의 격차를 더욱 심화시킨다. 미국 각 주 차원의 금지 및 캠페인과 같은 핑크 택스 문제 해결을 위한 노력은 여성이 직면한 이러한 경제적 부담을 일부 완화하는 것을 목표로 하지만, 미국 연방 정부 차원의 해결책은 아직 부족하다. 따라서 핑크 택스의 경제적 영향은 모두를 위한 성 평등과 재정적 권한을 증진하기 위한 종합적인 조치의 시급한 필요성을 강조한다.

## 참고 문헌
- Hatch, Miranda (2022년 10월 15일). “Is Trade Sexist? How "Pink" Tariff Policies' Harmful Effects Can Be Curtailed Through Litigation and Legislation”. 《BYU Law Review》 47 (2): 651–683.